# Lucas Bohdanowicz
Lucas Bohdanowicz (General Pinedo, Chaco, Argentina, 14 de enero de 2006) es un piloto argentino de automovilismo de velocidad. Iniciado en el ámbito del karting, debutó profesionalmente en el año 2021, al ingresar en la Fórmula Nacional Argentina (ex-Fórmula Renault Argentina), donde debutó contando con apenas 14 años de edad. 
En 2022 concretó su ingreso al TC2000 Series, debutando en categorías de turismos.  En esta temporada desarrolló una destacada actuación, logrando finalizar el torneo en tercera posición por detrás del eventual campeón Facundo Marques y su subcampeón Ignacio Montenegro. Su actuación en esta categoría, le valió la convocatoria al equipo oficial Toyota del Turismo Competición 2000, para la temporada 2023.
En paralelo a su debut en el TC2000 Series, en 2022 ingresó a la Top Race Series, categoría en la que debutó inicialmente en el equipo R36 Team, para posteriormente incorporarse al Pfening Competición. Su debut tuvo lugar el 15 de mayo de 2022, en el Autódromo Parque Ciudad de Centenario de Neuquén, conquistando su primera victoria. Su participación en esta categoría se extendió en los años siguientes, proclamandose bicampeón de forma consecutiva en 2023 y 2024. 
Su producción continuó dentro de las divisiones de la Asociación Corredores de Turismo Carretera, donde en 2024 debutó en la divisional TC Pista Mouras, logrando su primer triunfo en la tercera fecha de la temporada y finalizó el torneo consagrándose como campeón de la especialidad. La obtención de este campeonato, le permitió obtener el pase directo a la divisional TC Mouras para la temporada 2025 y la habilitación para competir en el TC Pista en 2026.

## Trayectoria
| Temporada | Categoría                     | Equipo                          | Coche                    | Carreras   | Victorias  | Podios     | Poles      | VR         | Puntos     | Pos.       |
| --------- | ----------------------------- | ------------------------------- | ------------------------ | ---------- | ---------- | ---------- | ---------- | ---------- | ---------- | ---------- |
| 2021      | Fórmula Renault 2.0 Argentina | LR Team                         | Tito 02-Renault          | 10         | 0          | 3          | 0          | 0          | 201.00     | 5.º        |
| 2021      | Fórmula Renault 2.0 Argentina | Croizet Racing                  | Tito 02-Renault          | 8          | 0          | 0          | 0          | 0          | 201.00     | 5.º        |
| 2022      | TC2000 Series                 | Toyota Young                    | Toyota Corolla E210      | 20         | 0          | 6          | 0          | 1          | 214.00     | 3.º        |
| 2022      | Top Race Series               | R36 Team                        | Mercedes-Benz CLA Series | 4          | 1          | 4          | 1          | 0          | 245.00     | 2.º        |
| 2022      | Top Race Series               | R36 Team                        | Toyota Corolla Series    | 2          | 0          | 2          | 0          | 1          | 245.00     | 2.º        |
| 2022      | Top Race Series               | Pfening Competición             | Toyota Corolla Series    | 3          | 2          | 3          | 1          | 2          | 245.00     | 2.º        |
| 2022      | TC2000                        | Toyota Gazoo Racing Junior      | Toyota Corolla E210      | 3          | 0          | 0          | 0          | 0          | 0.00       | 24.º       |
| 2023      | Top Race Series               | Pfening Competición             | Toyota Corolla Series    | 24         | 3          | 14         | 6          | 6          | 307.00     | 1.º        |
| 2023      | TC2000                        | Toyota Gazoo Racing YPF Infinia | Toyota Corolla E210      | 5          | 0          | 0          | 1          | 0          | 21         | 17.º       |
| 2024      | TC Pista Mouras               | Galarza Racing                  | Dodge Cherokee           | 14         | 5          | 10         | 5          | 5          | 777.00     | 1.º        |
| 2024      | Top Race Series               | Pfening Competición             | Toyota Corolla Series    | 17         | 9          | 10         | 7          | 10         | 417.00     | 1.º        |
| 2025      | TC Mouras                     | Galarza Racing                  | Dodge Cherokee           | En disputa | En disputa | En disputa | En disputa | En disputa | En disputa | En disputa |
| Fuente    | [ 16 ]                        | [ 16 ]                          | [ 16 ]                   | [ 16 ]     | [ 16 ]     | [ 16 ]     | [ 16 ]     | [ 16 ]     | [ 16 ]     | [ 16 ]     |

## Palmarés
| Título  | Categoría       | Automóvil             | Año  |
| ------- | --------------- | --------------------- | ---- |
| Campeón | Top Race Series | Toyota Corolla Junior | 2023 |
| Campeón | Top Race Series | Toyota Corolla Junior | 2024 |
| Campeón | TC Pista Mouras | Dodge Cherokee        | 2024 |